# Joseph Todaro, Jr.
Joseph „Big Joe“ Todaro, Jr. ist ein italoamerikanischer Mobster der US-amerikanischen Cosa Nostra und Mitglied der Magaddino-Familie (Buffalo crime family), die aus ihrem Hauptsitz in Buffalo, New York agiert. 

## Leben
Joseph Jr. ist Teilinhaber der La Nova Pizzeria -Kette. Sie ist eine der größten Fast-Food-Ketten im Bereich Buffalo und die erfolgreichste Independent-Pizzeria in den Vereinigten Staaten mit mehr als 25.000.000 US-Dollar jährlichen Umsatz durch Pizza und Hähnchenflügel. 
Im Jahr 1985 wurde Joseph Todaro, Jr. Underboss, nachdem sein Vater Joseph Todaro, Sr. von der sogenannten amerikanischen Mafia-Kommission zum neuen Boss der Familie ernannt wurde.
Mitte der 1990er Jahre ging Joseph Todaro, Sr. laut dem Justizministerium der Vereinigten Staaten halb in den Ruhestand und sein Sohn Joseph Todaro, Jr. erhielt die Position des amtierenden Bosses, währenddessen sein Vater aber nach wie vor offizielles Oberhaupt der Familie blieb, bis Leonard „the Calzone“ Falzone (bis dahin Consigliere der Familie) ihn im Jahr 2006 ablöste und neues Oberhaupt wurde. Todaro, Jr. wurde daraufhin Consigliere. Im Jahr 2012 jedoch soll Todaro Jr. als Consigliere durch Victor Sansanese ersetzt worden sein. 
Seit Ende 2013, so scheint es, neigt sich die Falzone-Ära ihrem Ende zu, da Anthony Joseph Todaro (Sohn von Joseph Todaro, Jr.) versucht, die Führung der Familie zu übernehmen. Diese Behauptungen konnten bisher jedoch nicht offiziell bestätigt werden. Falzone gilt nach wie vor offiziell als Boss. 